# Saski Business Park
Saski Business Park – kompleks budynków biurowych zlokalizowanych przy skrzyżowaniu ul. Marszałkowskiej i ul. Królewskiej w dzielnicy Śródmieście w Warszawie.
W skład zespołu budynków wchodzą budynki: Saski Park, Saski Point i Saski Crescent. Kompleks budowano w latach 1999−2003. 